# 岩手県道9号大船渡綾里三陸線
岩手県道9号大船渡綾里三陸線（いわてけんどう9ごう おおふなとりょうりさんりくせん）は、岩手県大船渡市猪川町から大船渡市三陸町越喜来に至る県道（主要地方道）である。

## 概要
岩手県大船渡市猪川町から多くの区間を三陸鉄道リアス線と平行しながら大船渡市三陸町越喜来へ至る。

### 路線データ
- 実延長：28,813.5 m[1]
- 起点：大船渡市猪川町[1]（大船渡合庁前交差点、国道45号交点）
- 終点：大船渡市三陸町越喜来[1]（国道45号交点）

## 歴史
- 1959年（昭和34年）3月31日 - 三陸綾里大船渡線として県道に認定される[1][2]。
- 1971年（昭和46年）6月26日 - 県道三陸綾里大船渡線が、大船渡綾里三陸線として建設省（現・国土交通省）から主要地方道の指定を受ける[3]。
- 1993年（平成5年）5月11日 - 建設省により改めて主要地方道の指定を受ける[4]。
- 2021年（令和3年）3月31日 - 赤崎工区の一部区間 (2.4 km) が開通[5]。

## 地理

### 通過する自治体
- 大船渡市

### 交差する道路
- 国道45号（大船渡合庁前交差点・大船渡市猪川町字前田）
- 岩手県道209号崎浜港線（大船渡市三陸町越喜来字所通）
- 国道45号（所通交差点・大船渡市三陸町越喜来字所通）

### 沿線の施設など
- 大船渡市立猪川小学校
- 赤崎郵便局
- 大船渡市立赤崎小学校
- 大船渡市立東朋中学校
- 大船渡市立蛸ノ浦小学校（平成29年3月閉校）
- 大船渡市立綾里中学校（令和3年3月閉校）
- 大船渡市立綾里小学校
- 三陸鉄道リアス線
  - 陸前赤崎駅
  - 綾里駅
  - 恋し浜駅
  - 甫嶺駅
  - 三陸駅